# Johnny Berhanemeskel
Johnny Berhanemeskel (né le 30 octobre 1992) est un joueur professionnel canadien de basket-ball.

## Carrière universitaire
Il a joué au basket-ball à l'Université d'Ottawa, se méritant les titres de joueur par excellence du SIC, de membre de la première équipe canadienne et de joueur de l'année des SUO lors de sa cinquième année avec les Gee-Gees d'Ottawa. En cinq ans de carrière à Ottawa, Berhanemeskel a participé à 105 matchs, avec une moyenne de 19,0 points par match. Il était le meilleur marqueur de points de l'histoire d'Ottawa (2000 points) et le premier marqueur de trois points en carrière (299) lorsqu'il a obtenu son diplôme.

## Carrière professionnelle
En août 2015, Berhanemeskel a signé son premier contrat en tant que joueur de basket-ball professionnel, rejoignant BC Tallinna Kalev en Estonie. Avec une moyenne de 20,5 points par match, il a eu un impact de score immédiat dans la première ligue estonienne et a également vu l'action dans 14 matchs de la Ligue baltique de basket-ball, avec une moyenne de 18. Pour ses efforts, il a reçu le titre de Joueur importé de l'année de la Ligue balte Eurobasket.com, la 1ère équipe de la Ligue balte Eurobasket.com et la mention honorable de la Ligue estonienne Eurobasket.com.
La saison 2016-2017 l'a vu jouer 32 fois pour Araberri de la ligue espagnole de deuxième niveau LEB Oro, avec une moyenne de 18,9 points par match, tout en obtenant la distinction Eurobasket.com All-Spanish LEB Gold 2nd Team.
Berhanemeskel a signé avec Eisbären Bremerhaven de la ligue d'élite allemande Bundesliga en juillet 2017 Il a été le deuxième meilleur marqueur de Bremerhaven, avec une moyenne de 13,9 points par match lors de la saison 2017-18 de la Bundesliga.
Le 4 juillet 2018, Berhanemeskel a signé un contrat de deux ans avec Tecnyconta Zaragoza de la Liga ACB. Après avoir commencé la saison 2019-20 avec l'équipe grecque Larisa B.C., il a été recruté par Boulazac Basket Dordogne de la première division française LNB Pro A en janvier 2020. Il est apparu dans huit matchs de la ligue française, affichant une moyenne de 14,4 points, 2,4 rebonds et 1,6 passe décisive par sortie.
Berhanemeskel a signé avec les Blackjacks d'Ottawa de la CEBL en juin 2020. Le 18 septembre, il a signé avec Nanterre 92 de la LNB Pro A.
Le 11 mars 2021, Berhanemeskel a re-signé avec les Blackjacks.
Le 9 juillet 2021, Berhanemeskel a signé avec la Chorale Roanne Basket de la LNB Pro A.
Le 11 août 2022, il a signé avec BC Budivelnyk de la Ligue européenne de basket-ball du Nord et de la Ligue des champions.
Durant l'été 2023, Berhanemeskel revient en France et signe pour une saison avec le BCM Gravelines-Dunkerque.
Le 11 août 2025 il vient en renfort au club du MSB après la blessure de Leopold Delaunay

## Carrière en équipe nationale
Berhanemeskel a représenté le Canada aux Jeux mondiaux universitaires de 2015 à Gwangju, en Corée du Sud, ainsi qu'aux qualifications de la FIBA AmeriCup de 2021 à Porto Rico.

## Palmarès et distinctions individuelles
- CIS Outstanding Player (2015)
- OUA-Player of the Year (2015)
- CIS All-Canada First Team (2015)
- Meilleur marqueur de points de l'histoire d'Ottawa (2000 points)
- Vainqueur du 3 Points Shoot-out du All Star Game Betclic ELITE (2023)[10]